# Стрибки у воду на Чемпіонаті світу з водних видів спорту 2009
Змагання зі стрибків у воду на Чемпіонаті світі з водних видів спорту 2009 тривали з  17 до 25 липня. Їх результати йшли до заліку Кубка світу зі стрибків у воду 2010.

## Таблиця медалей
| Місце                | Країна                | Золото | Срібло | Бронза | Загалом |
| -------------------- | --------------------- | ------ | ------ | ------ | ------- |
| 1                    | КНР (CHN)             | 7      | 4      | 3      | 14      |
| 2                    | Росія (RUS)           | 1      | 0      | 1      | 2       |
| 3                    | Велика Британія (GBR) | 1      | 0      | 0      | 1       |
| 3                    | Мексика (MEX)         | 1      | 0      | 0      | 1       |
| 5                    | США (USA)             | 0      | 4      | 0      | 4       |
| 6                    | Канада (CAN)          | 0      | 1      | 2      | 3       |
| 7                    | Італія (ITA)          | 0      | 1      | 1      | 2       |
| 8                    | Австралія (AUS)       | 0      | 0      | 1      | 1       |
| 8                    | Куба (CUB)            | 0      | 0      | 1      | 1       |
| 8                    | Малайзія (MAS)        | 0      | 0      | 1      | 1       |
| Загалом (10 збірних) | Загалом (10 збірних)  | 10     | 10     | 10     | 30      |

- Рекорд(*)

## Медалі за дисциплінами

### Чоловіки
| Дисципліна                              | Золото                       | Срібло                                | Бронза                                   |
| --------------------------------------- | ---------------------------- | ------------------------------------- | ---------------------------------------- |
| Трамплін, 1 метр                        | Цінь Кай (CHN)               | Чжан Сіньхуа (CHN)                    | Метью Мітчем (AUS)                       |
| Трамплін, 3 метри                       | Хе Чун (CHN)                 | Трой Дюмей (USA)                      | Александр Деспаті (CAN)                  |
| Вишка, 10 метрів                        | Том Дейлі (GBR)              | Цю Бо (CHN)                           | Чжоу Лусінь (CHN)                        |
| Синхронний трамплін, 3 метри            | Цінь Кай (CHN) Ван Фен (CHN) | Трой Дюмей (USA) Крістіан Іпсен (USA) | Александр Деспаті (CAN) Рубен Росс (CAN) |
| Синхронна вишка, 10 метрівFinal Results | Хуо Лян (CHN) Лінь Юе (CHN)  | Девід Бодая (USA) Томас Фінчем (USA)  | Хосе Герра (CUB) Хейнклер Агірре (CUB)   |

### Жінки
| Дисципліна                   | Золото                           | Срібло                                      | Бронза                                        |
| ---------------------------- | -------------------------------- | ------------------------------------------- | --------------------------------------------- |
| Трамплін, 1 метр             | Юлія Пахаліна (RUS)              | У Мінься (CHN)                              | Ван Хань (CHN)                                |
| Трамплін, 3 метри            | Го Цзінцзін (CHN)                | Емілі Гейманс (CAN)                         | Таня Каньотто (ITA)                           |
| Вишка, 10 метрів             | Паола Еспіноса (MEX)             | Чень Жолінь (CHN)                           | Кан Лі (CHN)                                  |
| Синхронний трамплін, 3 метри | Го Цзінцзін (CHN) У Мінься (CHN) | Таня Каньотто (ITA) Франческа Даллапе (ITA) | Юлія Пахаліна (RUS) Анастасія Познякова (RUS) |
| Синхронна вишка, 10 метрів   | Чень Жолінь (CHN) Ван Сінь (CHN) | Гейлі Ішимацу (USA) Мері Бет Даннікей (USA) | Панделела Рінонг (MAS) Льон Мунь Ї (MAS)      |